# Oncopagurus minutus
Oncopagurus minutus is een tienpotigensoort uit de familie van de Parapaguridae. De wetenschappelijke naam van de soort is voor het eerst geldig gepubliceerd in 1896 door Henderson.